# Miguel Ángel Asturias

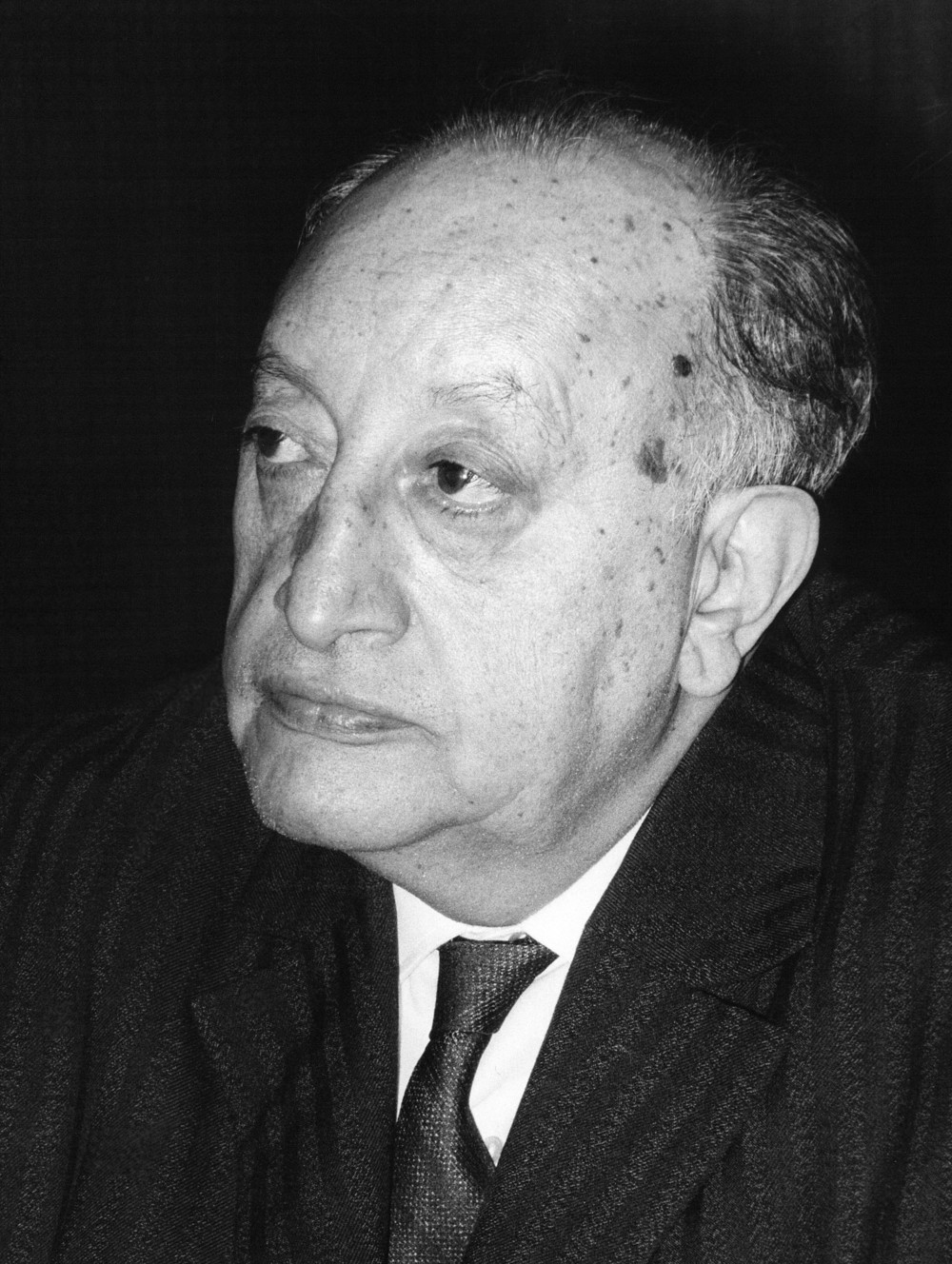
Miguel Ángel Asturias (1968)

Miguel Ángel Asturias Rosales (* 19. Oktober 1899 in Guatemala-Stadt; † 9. Juni 1974 in Madrid) war ein guatemaltekischer Schriftsteller, Lyriker und Diplomat. Asturias wurde 1967 der Nobelpreis für Literatur verliehen.

## Leben
Als Sohn eines Richters (Mestize) und einer Maya-Indianerin konnte Asturias ab 1917 in seinem Heimatland Medizin, Publizistik und Jura studieren. Nach Abschluss gründete er zusammen mit Freunden 1922 eine Volkshochschule, die Bildung für die armen Schichten ermöglichen sollte. 1923 promovierte er zu den sozialen Problemen der Indigenen und ging nach Europa, um in London ein Studium der Politischen Ökonomie aufzunehmen, das er nach wenigen Monaten abbrach. Stattdessen studierte er in Paris bis 1926 Religions- und Völkerkunde an der Sorbonne, insbesondere die präkolumbischen Kulturen Lateinamerikas und habilitierte sich zum Thema der Indianischen Mythologie. Nach dem Ende seiner Studien blieb er zunächst in Paris und unternahm mehrere Reisen durch Europa.

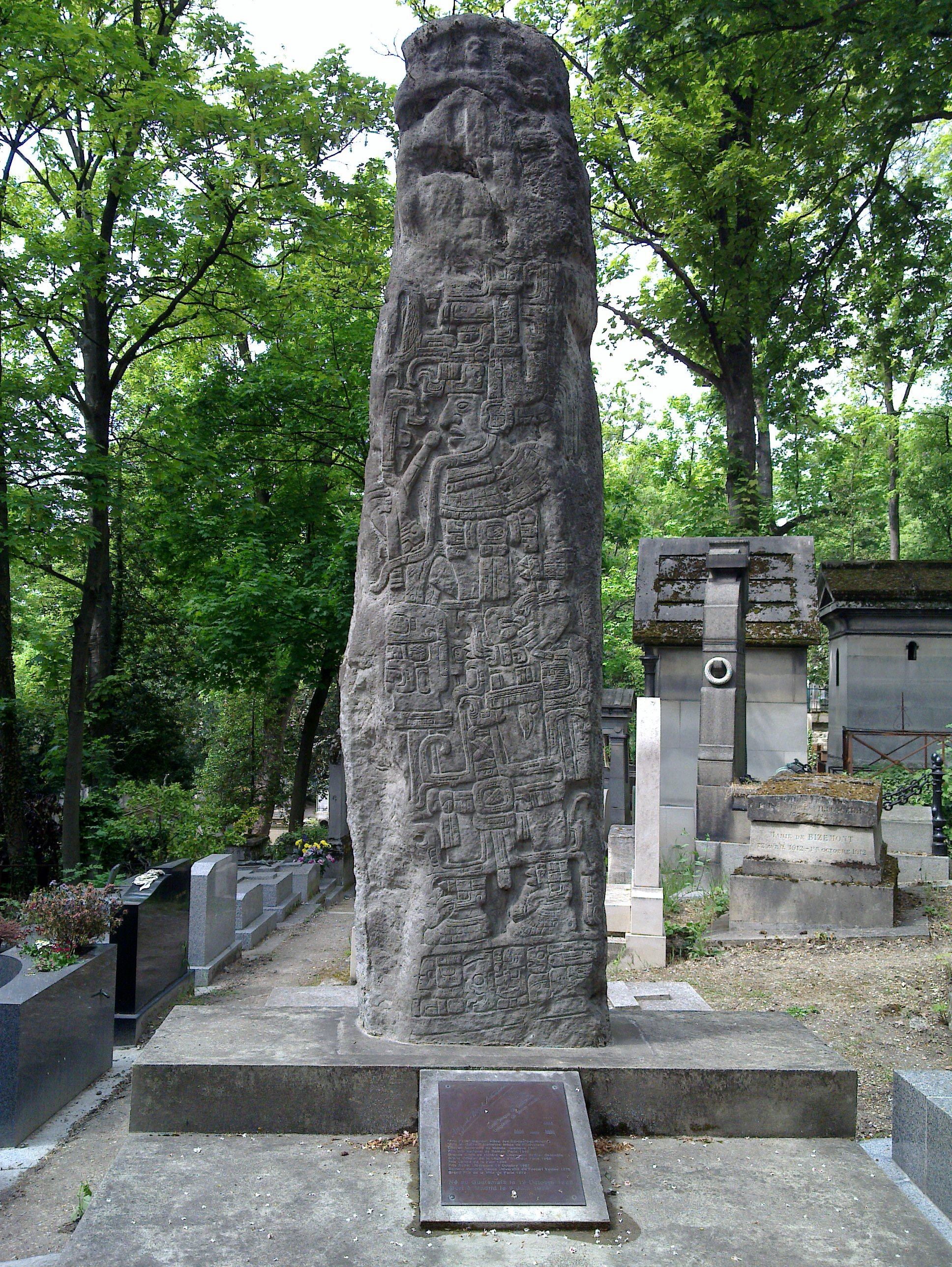
Asturias’ Grab auf dem Friedhof Père-Lachaise

In diese Zeit fallen auch seine ersten literarischen Veröffentlichungen, wie das 1930 erschienene Buch Legenden aus Guatemala, welches durch Paul Valéry ausdrücklich gelobt, und er als Wortkünstler und literarischen Entdecker der Maya-Welt weltweit bekannt wurde. 1933 kehrte er nach Guatemala zurück, wo ihm durch den guatemaltekischen Diktator Jorge Ubico ein Schreib- und Lehrverbot verordnet wurde. 1942 war er Abgeordneter im Kongress von Guatemala. Nach dem Sturz des Diktators Jorge Ubico 1944 trat er in den Diplomatischen Dienst ein, wurde als Professor 1946 Kulturattaché an der guatemaltekischen Botschaft in Mexiko-Stadt, ab 1947 in Argentinien und später in El Salvador. Er veröffentlichte in dieser Zeit viele Werke, die unter der Diktatur nicht erscheinen konnten. Als 1954 in Guatemala die Regierung des Präsidenten Jacobo Árbenz Guzmán durch einen Putsch gestürzt wurde, trat Asturias von seinen Ämtern zurück und ging bis 1966 ins Exil nach Argentinien.
1966 fanden nach zwölf Jahren wieder freie Wahlen in Guatemala statt. Der gewählte Präsident, Méndez Montenegro, ernannte Asturias erneut als Diplomat für sein Land – zum Botschafter nach Paris. Im selben Jahr wurde er mit dem Lenin-Friedenspreis für das Jahr 1965 geehrt.
1967 wurde ihm der Nobelpreis für Literatur für seinen Bananen-Trilogie genannten Zyklus von drei Romanen verliehen.
Asturias ist ein Vertreter des Magischen Realismus in der lateinamerikanischen Literatur, der in seinem Werk die Mythen und Legenden der indigenen Völker seiner Heimat verarbeitet; insbesondere der Mayas und dessen Hauptvolk Quiché. Er thematisiert zudem die sozialen, politischen und wirtschaftlichen Verhältnisse Lateinamerikas, die negativen Auswirkungen der Diktaturen und die Rolle der USA in dieser Weltregion.
Asturias wurde auf dem Père-Lachaise-Friedhof in Paris bestattet.

## Familie
Asturias’ Sohn Rodrigo war ab 1971 ein Anführer der Guerilla-Bewegung Organisación Revolucionaria del Pueblo en Armas (ORPA), welche die guatemaltekische Militärdiktatur bekämpfte. Er benutzte dazu den Decknamen „Gaspar Ilom“, den er dem Roman seines Vaters Die Maismenschen entnommen hatte.

## Werke (Auswahl)
- Bananen-Trilogie („La trilogía de la república de la banana“). Lamuv-Verlag, Göttingen 1991.

1. Sturm. Roman („Viento fuerte“). 1991, ISBN 3-88977-226-9.
2. Der grüne Papst. Roman („El Papa verde“). Neuaufl. 2005, ISBN 3-88977-246-3.
3. Die Augen der Begrabenen. Roman („Los ojos de los enterrados“). 1991, ISBN 3-88977-255-2.

- Der böse Schächer. Roman („Maladrón“). Suhrkamp, Frankfurt/M. 1981, ISBN 3-518-01741-1.
- Drei von vier Sonnen. Ein Essay-Kurzroman-Gedicht-Traum („Tres de cuatro soles“). 1971, Kiepenheuer, Leipzig 1991, ISBN 3-378-00491-6.
- Don Niño oder Die Geographie der Träume. Roman („El alhajadito“). Luchterhand, Neuwied und Berlin 1969. Neuausgabe: Lamuv-Verlag, Göttingen 1994, ISBN 3-88977-362-1.
- Der Herr Präsident. Roman aus Guatemala, 1946, („El Señor Presidente“). Rotpunktverlag, Neuaufl. Zürich 2009, ISBN 978-3-85869-386-0.
- Ein Land, das schmeckt. Essays und Gedichte („Comiendo en Hungría“). Corvina-Verlag, Budapest 1970 (zusammen mit Pablo Neruda).
- Legenden aus Guatemala („Leyendas de Guatemala“). Insel Verlag, Wiesbaden 1960 (Insel-Bücherei 704/1). erw. Ausgabe: Suhrkamp, Frankfurt/M. 1973, ISBN 3-518-01358-0.
- Die Maismenschen. Roman, 1949 („Hombres de maíz“). Lamuv-Verlag, Göttingen 1994, ISBN 3-88977-308-7.
- Der Spiegel der Lida Sal. Erzählungen und Legenden („El espejo de Lida Sal“). Suhrkamp, Frankfurt/M. 1983, ISBN 3-518-01720-9.
- Weekend in Guatemala. Acht Novellen zum Sturz der Arbenz-Regierung 1954 („Week-end en Guatemala“). Rotpunktverlag, Zürich 1988, ISBN 3-85869-025-2.

## Verfilmungen
- 1983: El Señor Presidente – Regie: Manuel Octavio Gómez